# Нодия, Гиви Георгиевич
Ги́ви Гео́ргиевич Но́дия (груз. გივი გიორგის ძე ნოდია; 2 января 1948, Кутаиси — 7 апреля 2005, Тбилиси) — советский и грузинский футболист, нападающий, тренер. Мастер спорта СССР (1966), Мастер спорта СССР международного класса (09.10.1972), заслуженный тренер Грузинской ССР (1983).

## Биография
За сборную СССР сыграл в 21 матче, забил 5 голов. За олимпийскую сборную СССР сыграл 2 матча. Участник чемпионата мира 1970 года, серебряный призёр чемпионата Европы 1972, входил в состав сборной СССР на чемпионате Европы 1968.
После завершения игровой карьеры был занят тренерской деятельностью. В начале 2000-х работал спортивным директором в «Динамо» (Тбилиси).
Скончался от сердечного приступа в возрасте 57 лет. Похоронен на Сабурталинском кладбище.

## Семья
Младший брат Леван — также футболист. Играл, как и Гиви, за кутаисское «Торпедо» и тбилисское «Динамо».

## Достижения

### В качестве игрока
- Бронзовый призёр чемпионата СССР (4): 1967, 1969, 1971, 1972 (в составе «Динамо» Тбилиси)

### В качестве тренера
- Чемпион Грузии: 1993/94 («Динамо» Тбилиси)[3]

### Личные
- Лучший бомбардир чемпионата СССР: 1970 (17 голов)
- Включён в список 33 лучших футболистов сезона в СССР: 5 раз (№ 1 — 1969, 1970; № 2 — 1972; № 3 — 1973; 1967)
- Член клуба Григория Федотова — 113 голов